# Årjängs kommunvapen

Årjängs vapen har en bård med riksgränstecken, en kartsymbol som här visar på gränsen till Norge.

Årjängs kommunvapen skapades för den nya Årjängs kommun på 1970-talet med grund i motiven från såväl Årjängs köpings som Töcksmarks landskommuns vapen.

## Blasonering
Blasonering: I fält av silver en upprest blå björn, med tunga, tänder och klor röda, inom en blå bård, belagd med riksgränstecken av silver.

## Bakgrund
Årjäng omfattar större delen av det gamla Nordmarks härad. Nordmarks härad hade en björn i sitt sigill, säkerligen med hänsyftning till djurlivet i området. Det var en bild som i sin tur togs upp i vapnen för såväl Årjängs köping som Töcksmarks landskommun, två vapen som var lika varandra. När dessa kommuner lades samman, var det naturligt att ta vara på denna bildtradition. Den hela björnen togs från köpingens vapen medan bården togs från landskommunens vapen, och så hade man skapat ett nytt, gemensamt vapen. Den nya kommunen ligger också med Töcksmarks område invid en längre bit av riksgränsen än vad köpingen gjorde. Det nya vapnet registrerades hos Patent- och registreringsverket 1974 enligt de nya regler för immaterialrättsligt skydd av svenska kommunvapen som då hade införts.

## Vapen för tidigare kommuner inom den nuvarande kommunen
Vapnen nedan upphörde vid sammanläggningen av kommunerna vid årsskiftet 1973/74.

### Töcksmark
Töcksmarks landskommuns vapen fastställdes av Kungl. Maj:t (regeringen) den 2 juni 1961 och blasonerades på följande sätt: "I fält av silver ett avslitet blått björnhuvud, med tunga och tänder röda, inom en blå bård, belagd med riksgränstecken av silver." En björn fanns i Nordmarks härads sigill och riksgränstecknen stod för att en stor del av kommungränsen sammanföll med riksgränsen mot Norge.

### Årjängs köping
Årjängs köpings vapen fastställdes av Kungl. Maj:t den 28 december 1962 med följande blasonering: "I fält av silver en upprest blå björn, med tunga, tänder och klor röda, inom en bård, belagd med hästskor av silver." Björnen hämtades, som ovan har nämnts från det gamla häradssigillet. Hästskorna stod för hästsport.

Töcksmarks landskommun (1961-1970) Töcksmarks kommun (1971-1973)
Årjängs köping (-1971)